# Liparopsis dympna
Liparopsis dympna är en fjärilsart som beskrevs av William Schaus 1928. Liparopsis dympna ingår i släktet Liparopsis och familjen tandspinnare. Inga underarter finns listade i Catalogue of Life.